# Rhododendron platypodum
Rhododendron platypodum är en ljungväxtart som beskrevs av Friedrich Ludwig Diels. Rhododendron platypodum ingår i släktet rododendron, och familjen ljungväxter. Inga underarter finns listade i Catalogue of Life.